# Casa Rosa (Cáceres)
A Casa Rosa, localizada na Praça Barão do Rio Branco, Centro Histórico da cidade de Cáceres, no Mato Grosso. A casa foi construída em 1923 em estilo Art Noveau ou Art Decó e foi moradia do Coronel e comerciante José Dulce. A Casa Rosa apresenta em sua estrutura características marcantes, como adornos em formato de flores e folhas de coqueiros e arcos, sendo classificada por arquitetos e historiadores como único imóvel desse estilo no estado do Mato Grosso.

## Tombamento
A Casa Rosa fica localizada dentro da poligonal do Conjunto urbanístico e paisagístico do Centro Histórico de Cáceres, tombado pelo Instituto do Patrimônio Histórico e Artístico Nacional (IPHAN), em 2010.